# Moggridgea crudeni
Espèce
Moggridgea crudeni est une espèce d'araignées mygalomorphes de la famille des Migidae.

## Distribution
Cette espèce est endémique du Cap-Oriental en Afrique du Sud,.

## Description
Les femelles mesurent de 8,13 à 13,33 mm

## Étymologie
Cette espèce est nommée en l'honneur de Frank Cruden.

## Publication originale
- Hewitt, 1913 : Description of a new trapdoor spider from Cape Colony. Annals of the Transvaal Museum, vol. 4, no 1, p. 47 (texte intégral).